# ピンククラウド
ピンククラウド(PINK CLOUD)は日本のロックバンドである。

## 略歴
1978年結成。ジョニー、ルイス&チャー (JOHNNY, LOUIS & CHAR)として活動していたが1982年、ピンククラウド(PINK CLOUD)と改名する。1994年解散。解散後もメンバーの交流は続いており、「Charとジョニー吉長」、「ジョニー吉長とルイズルイス加部」といった組み合わせでライブが行われたこともあった。2007年3月、3人が同じステージで共演した。
音楽的には、シンプルなリフを中心にしたハードロック系の曲が中心だが、アコースティック・ギターをフィーチュアした曲も多数ある。
曲目をアルファベット順に並べてアルバムタイトルを『INDEX』と名付けるなど、どこかやる気がないような、力が抜けているような姿勢もこのバンドの魅力である。

## メンバー
| 名前                          | 生年月日と年齢          | 血液型 | 出身地         | 愛称         | 担当              | 備考                                            |
| ----------------------------- | ----------------------- | ------ | -------------- | ------------ | ----------------- | ----------------------------------------------- |
| Char （竹中尚人）             | 1955年6月16日（69歳）   | AB型   | 東京都 戸越    | チャーちゃん | ギター ボーカル   | RIZEのJESSEの実父                               |
| ルイズルイス加部 （加部正義） | 1948年11月5日（71歳没） | A型    | 横浜市 本牧    | マーちゃん   | ベース            |                                                 |
| ジョニー吉長 （吉長信喜）     | 1949年3月21日（63歳没） | A型    | 福岡県北九州市 | ジョニー     | ドラムス ボーカル | 金子マリの元夫 RIZEの金子ノブアキ、KenKenの実父 |

## 活動履歴
- 1978年 - 元イエローのジョニー吉長、ザ・ゴールデン・カップスのルイズルイス加部、Charの3人が集まりバンド結成。結成逸話は、アルバム『Tricycle』の"Stories"を聞くとこのバンドの性格が良く判る。
- 1979年7月 - 日比谷野外音楽堂で1万4千人を動員したフリー・コンサート開催。その音源がデビューアルバム『Free Spirit』として限定発売（当時）。
- 1980年3月 - 一口坂スタジオで『Tricycle』レコーディング。発売は5月。
- 1981年2月 - ユニバーサル・シティのダブリン・スタジオで『OiRA』レコーディング。発売は6月。
- 1982年1月 - バンド名を"Johnny, Louis & Char"から"PINK CLOUD"に改名。レコード会社をポニーキャニオンからバップへ移籍。2年間でソロを含むアルバム6枚のリリースが条件で疲弊する結果になった。この頃銀座に仲間でスタジオ"スモーキースタジオ"開設。
- 1982年5月 - アルバム『KUTKLOUD』を発売。
- 1982年9月 - アルバム『CLOUD LAND -桃源郷-』を発売。
- 1983年 - メンバーや仲間のソロアルバムをCharがプロデュース。
- 1984年9月 - 日比谷野外音楽堂にて"Smoky Rock Fes"開催。
- 1984年11月 - アルバム『PLANT BLEND』を発売。
- 1985年7月 - 日比谷野外音楽堂での無客でのライブ音源アルバム『aLIVE』を発売。レコード会社を東芝EMIへ移籍。
- 1989年 - Charが立ち上げたレコード会社「江戸屋レコード」に移籍。
- 1994年 - 事実上活動停止。

## ディスコグラフィ
- 1979年 - 『FREE SPIRIT』 / Johnny, Louis & Char (ポニーキャニオン)
- 1980年 - 「Song In My Heart」EP / Johnny, Louis & Char (ポニーキャニオン)
- 1980年 - 『Tricycle』/ Johnny, Louis & Char (ポニーキャニオン)
- 1981年 - 『OiRA』/ Johnny, Louis & Char (ポニーキャニオン)
- 1982年 - 『KUTKLOUD』/ PINK CLOUD (バップ)
- 1982年 - 「Everyday Everynight」EP / PINK CLOUD (バップ)
- 1982年 - 『CLOUD LAND -桃源郷-』/ PINK CLOUD (バップ)
- 1983年 - 『PINK CLOUD』/ PINK CLOUD (バップ)
- 1984年 - 「SUGAR BABY GAME」EP / PINK CLOUD (バップ)
- 1984年 - 『PLANT BLEND』/ PINK CLOUD (バップ)
- 1985年 - 『aLIVE』/ PINK CLOUD (東芝EMI)
- 1989年 - 『PINK STICK』/ PINK CLOUD (江戸屋レコード)
- 1989年 - 『INK CLOUD』/ PINK CLOUD (江戸屋レコード)
- 1990年 - 『INDEX』/ PINK CLOUD (江戸屋レコード)
- 1990年 - 『B B JOKE』/ PINK CLOUD (江戸屋レコード)
- 1990年 - 「Without Love」8cmシングル/ PINK CLOUD (江戸屋レコード)
- 1990年 - 『GIVE YOUR BEST』/ PINK CLOUD (バップ)
- 1992年 - 『Just Between You and Me』/ PINK CLOUD (江戸屋レコード) EDOX会員限定
- 1993年 - 『SPECIAL SELLECTION』/ PINK CLOUD (バップ)
- 1994年 - 『the period』/ PINK CLOUD (江戸屋レコード)
- 1994年 - 『BOOTLEG』/ PINK CLOUD (江戸屋レコード)
- 1995年 - 『FREE SPIRIT 1994』/ Johnny, Louis & Char (江戸屋レコード)
- 1996年 - 『Singles』/ Johnny, Louis & Char × PINK CLOUD (江戸屋レコード)
- 1996年 - 『JOHNNY, LOUIS & CHAR SINCE 1979』/ PINK CLOUD (江戸屋レコード) BOX
- 2001年 - 『VAP YEARS 1982～1984』/ PINK CLOUD (バップ) BOX
- 2004年 - 『Free Spirit 1979.07.14』/ Johnny, Louis & Char (江戸屋) BOX
- 2006年 - 『1987.12.11 渋谷LIVE INN』/ PINK CLOUD (江戸屋) DVD
- 2006年 - 『1989.11.04 芝浦INK STICK』/ PINK CLOUD (江戸屋) DVD
- 2007年 - 『REAL ROCK』/ Johnny, Louis & Char (江戸屋) DVD
- 2007年 - 『PLAIN PINK』/ PINK CLOUD (江戸屋) DVD
- 2011年 - 『ゴールデン☆ベスト』/ Johnny, Louis & Char (ポニーキャニオン)
- 2011年 - 『ゴールデン☆ベスト』/ PINK CLOUD (バップ)